# Samsung Galaxy Core
Il Samsung Galaxy Core GT-I8260 è uno smartphone prodotto da Samsung con Android 4.1.2, annunciato a Luglio 2013.

## Caratteristiche tecniche
Possiede come CPU uno Snapdragon MSM8225 con clock di 1209 MHz con architettura a 45 nm, 1GB di memoria RAM di cui 842 MB utilizzabile e come GPU un Adreno 203 con frequenza di clock massima pari a 320 MHz . È venduto solo nella versione a 8GB di memoria interna (utilizzabile 4,75 GB), espandibile con una microSD fino a 64GB.
Ha una batteria da 1800 mAh che garantisce 540 minuti di autonomia in conversazione e 300 ore in standby.
Ha un display TFT capacitivo fino a 5 tocchi da 4,3" a 800 × 480 pixel con una densità di pixel pari a 217 ppi. È dotato di diversi sensori quali prossimità, accelerazione, magnetismo e di orientamento.
Il modello Dual-SIM (Core duos) è stato distribuito a fine maggio 2013.
Ulteriori versioni successive sono: Core LTE (supporta reti 4G), Core 2 (miglioramenti hardware) e Core prime (sistema a 64 bit).